# Aviméta
Aviméta (Société pour la construction d’AVIons METAlliques) war die Luftfahrtabteilung der Schneider-Creusot-Werke. Der Name rührt daher, dass sich die französische Firma auf die Herstellung von Flugzeugen in Metallbauweise konzentrierte. Sie verwendete hauptsächlich eine Legierung, die unter dem Namen Alférium patentiert war. Da die Firma keine Aufträge mehr erhielt, wurde sie 1929 geschlossen.